# مويسيس فيلاسكو
مويسيس فيلاسكو (بالإسبانية: Moisés Velasco) (19 أكتوبر 1989 في المكسيك - ) هو لاعب كرة قدم مكسيكي في مركز الوسط. لعب مع نادي أمريكا ونادي بويبلا ونادي تشياباس ونادي تولوكا ونادي سان لويس ونادي كيريتارو وDeportivo Toluca F.C. Reserves and Academy ‏.

## وصلات خارجية
- مويسيس فيلاسكو على موقع إي إس بي إن إف سي (الإنجليزية)
- مويسيس فيلاسكو على موقع قاعدة بيانات كرة القدم.إي يو (الإنجليزية)
- مويسيس فيلاسكو على موقع Soccerway.com (الإنجليزية)
- مويسيس فيلاسكو على موقع AS.com (الإسبانية)